# Un pleutre
Pour plus de détails, voir Fiche technique et Distribution.
Un pleutre (The Snob) est un film américain réalisé par Monta Bell, sorti en 1924.

## Synopsis
Alors que Nancy Claxton termine ses études dans un couvent, son riche père Sherwood est tué dans une bagarre au bord de la route. Piqué par la disgrâce, elle disparaît et son amoureux, Herrick, est incapable de la retrouver. Trois ans passent et Nancy enseigne dans la pittoresque colonie mennonite de Pennsylvanie. Elle tombe amoureuse d'un professeur ambitieux, Eugène. Ils se fiancent et Eugene obtient un emploi de professeur dans une académie d'une ville voisine. Il devient populaire et vaniteux, réussit à gagner les faveurs de Dorothy, dont le père est propriétaire de l'école. Eugène est nommé directeur. 
Nancy tombe malade et fait venir Eugène. Il l'épouse, croyant qu'elle va mourir, mais elle se rétablit. Il écrit à Dorothy une lettre dénigrant Nancy. Herrick, qui enseigne dans la même école, rend visite à Eugène et est étonné de retrouver Nancy. Eugene continue de mépriser Nancy et de jouer avec Dorothy. Juste avant que Nancy ait un bébé, il écrit une lettre d'amour à Dorothy. Nancy s'en empare. Son bébé meurt. Elle voit alors Eugene sous son vrai jour et lui montre l'histoire du journal selon laquelle elle est l'héritière de millions. Il demande pardon mais elle le nargue comme étant un snob, disant qu'elle va divorcer et épouser Herrick.

## Fiche technique
- Titre : Un pleutre
- Titre original : The Snob
- Réalisation : Monta Bell
- Scénario : Monta Bell d'après le roman de Helen Reimensnyder Martin
- Photographie : André Barlatier
- Société de production : Metro-Goldwyn-Mayer
- Pays d'origine : États-Unis
- Format : Noir et blanc - 1,33:1 - Film muet
- Genre : drame
- Durée : 70 minutes
- Date de sortie : 1924

## Distribution
- John Gilbert : Eugene Curry
- Norma Shearer : Nancy Claxton
- Conrad Nagel : Herrick Appleton
- Phyllis Haver : Dorothy Rensheimer
- Hedda Hopper : Mrs Leiter
- Margaret Seddon : Mrs Curry
- Aileen Manning : Lottie
- Hazel Kennedy : Florence
- Gordon Sackville : Sherwood Claxton